# Гюстав Пиер Труве
Гюста̀в Пиѐр Трувѐ (на френски: Gustave Pierre Trouvé) е френски изобретател, електроинженер и физик. Енциклопедист, уважаван заради иновативното му умение да миниатюризира технически устройства. 

## Ранни години (1839 – 1872)

### Произход и образование
Роден е на 2 януари 1839 година в Декарт, департамент Ендър е Лоар, Франция, в скромно семейство. Баща му, Жак Труве, е бил търговец на добитък. През 1850 г. в Шинон Гюстав се обучава в колежа за ключар, а през периода 1854 – 55 в учи в Инженерната школа, която има клон в Анже. Прекъсва обучението си поради влошаване на здравословното му състояние, напуска родното си място и се премества в Париж, където е назначен на работа като часовникар.

### В Париж
През 1865 г. Труве отваря работилница в центъра на Париж. В нея разработва много и най-различни новаторски електрозахранвани уреди, които патентова и редовно докладва в тогавашни научнопопулярни списания, като например La Nature. Изобретява въглеродно-цинкова батерия в джобен размер за задвижване на миниатюрни електрически устройства, с което скоро става много популярен. Подобна батерия е изобретена и широко продавана от Жорж Лекланше.

## Научна дейност (1872 – 1902)

### 70-те години на 19 век
Гюстав Труве с няколко свои забележителни иновации има съществен принос за подобряване на комуникационните системи. През 1872 разработва портативен военен телеграф, с който се осигурява бърза комуникация по кабел на разстояние до един километър, за да се предават бързо нареждания и получават обратно доклади от фронта. През 1874 създава и устройство за локализиране и извличане на метални предмети (например куршуми) в тялото на пострадали – прототип на днешния металодетектор. През 1878 подобрява звуковия интензитет на телефонната система на Александър Бел, като въвежда в нея двойна мембрана. През същата година изобретява много чувствителен преносим микрофон. Труве скоро става известен и уважаван заради таланта си в миниатюризацията. Пак през същата година с помощта на батерия, разработена от Гастон Планте, и малка херметична лампа с нажежаема жичка, той рационализара т. нар. „полископ“ – прототип на съвременния ендоскоп.

### 80-те години на 19 век
През 1880 Труве подобрява ефективността на малък електрически мотор, разработен от Siemens, и използва разработената акумулаторна батерия, които монтира на английска триколка James Starley, и така изобретява първия в света електрически автомобил. Въпреки че електромобилът му е бил успешно тестван на 19 април 1881 г. по ул. Валоа в центъра на Париж, той не успява да го патентова.
Труве бързо адаптира своя захранван с батерии мотор и за придвижване по вода. Той го прави специално да е преносим и да се прикачва към лодката с цел да улесни пренасянето му от и до работилницата му в близост до река Сена. Така в същност той изобретява извънбордов двигател. На 26 май 1881 г. прототипът 5 m Trouvé, наречен Le Téléphone достига скорост по течението 1 m/s (3,6 km/h) и 2,5 m/s (9 km/h) надолу по течението.
Труве представя своите лодка (но не и електрическата си триколка) и електрически медицински инструменти на Международното електрическо изложение в Париж и скоро след това е удостоен с престижното френско държавно отличие Орден на почетния легион. Впоследствие той миниатюризира електрическия си мотор с цел да послужи за задвижване на моделни дирижабъл, стоматологична бормашина, шевна машина и бръснач.
След това Труве изобретява своя Photophore, т.е. захранвано с батерии фенерче за глава, което специално разработва за своя клиент д-р Пол Ело, специалист по уши-нос-гърло от Руан. Този удобен за носене директен вал със система за осветление може да бъде насочван с движенията на главата, освобождавайки ръцете на ползвателя. Запазената кореспонденция между двамата мъже свидетелства, че изобретението е направено през 1883 г. Труве скоро модифицира техния Photophore за използване от миньори, спасителни работници, а по-късно от спелеолози, работещи в тъмна среда. Използван е и за театрални бижута (чрез тониране на излъчваната светлина в различни цветове) за артисти от трупи в Париж и Европа. Последното е известно като „светещи електрически бижута“ и е предшественик на днешните модни технологии.
През 1884 г. Труве монтира на електрическата лодка едновременно и електрически клаксон и преден фар, с което за първи път такива електрически аксесоари биват монтирани на транспортно средство. Той разработва портативен електрически фенер. През 1887 г. Труве, чиято марка е Eureka (на гръцки: εὕρηκα = „Аз открих“), разработва своя „Auxanoscope“, електрически диапроектор за пътуващи учители.
В този период Труве е заклет ерген без комерсиални интереси и обръща плодовитостта на ума си и към небето. Убеден, че бъдещето ще се основава на по-тежки от въздуха машини, той провежда изпитания на привързан с въже моделен електрически хеликоптер, смятан за предшественик на вертолета на Сикорски „Светулка“ (Sikorsky Firefly).
Впоследствие Труве построява механична птица, крилата на която се размахват с помощта на бърза поредица изстрели на пистолетни патрони, и която осъществява, макар и шумен, но към момента нечуван полет от 80 m.
През 1889 г. той влага батерия в изобретената от него през 1866 електрическа пушка, за да може с насоченото напред осветление да позволи нощно ловуване. Батерии прилага в електрическа алармена система за разработка на уред за нощен риболов.

### 90-те години на 19 век
През 1891 г. Труве разработва електрически многоцветни фонтани за монтиране в интериорна и екстериорна среда. Съзнавайки, че електрическото захранване е ограничено в случай на ненадеждна поддръжка на националната електрическа мрежа, Труве прави своето откритие на ацетиленовата светлина, което в най-скоро време е въведено за употреба в домашни условия. Сред неговите 75 иновации (виж по-долу) са електрически масажьор, електрическо пиано на базата на колелото Félix Savart, захранвана с батерия и удобна за носене спасителна жилетка, задвижвана с водна струя лодка, рационализирани велосипеди, както и няколко детски играчки.

## Смърт (1902)
През 1902 г. след инцидент, при който случайно порязва палец и показалец, Труве разработва последната си иновация – малко преносимо устройство, което използва ултравиолетова светлина за лечение на кожни заболявания, прототипът на устройството за терапия PUVA. Труве пренебрегва раната, която се възпалява остро и предизвиква отравяне на кръвта. След наложилата се ампутация 63-годишният изобретател умира на 27 юли 1902 година в болница Сен Луи, Париж, на 63-годишна възраст.

## Забвение и реабилитация
След като не е подновена задължителната концесия за гробницата му в гробището на родния му град La Haye-Descartes, останките от тялото му са прехвърлени в общ гроб.
През февруари 1980 г., по време на случаен пожар в сградата на общината, са унищожени и негови архиви.
Английският транспортен историк Кевин Десмонд публикува биографията на Труве на френски език и предизвиква голям интерес към личността му, след което през 2012 г. официално е открита паметна плоча на мястото, където е роден изобретателят. Три години по-късно, през 2015 г., след като историкът публикува разширена биография на английски език, втора паметна плоча е открита на стената на сградата, където се е помещавала работилницата му на адрес ул. Вивиен 14 в Париж.
В световен мащаб се провежда издирване на рядко срещаните оцелели екземпляри на уреди, изобретени Труве.

## Изобретения и иновации в хронологичен ред
1865 Миниатюрна запечатана батерия
1865 Медицински електрически апарати
1865 Електрозахранвани бижута
1865 Електрически жироскоп
1866 Електрическа пушка
1867 Електрически медицински комплект
1869 „Pantoscope“ (въртяща се камера) с течно гориво
1870 Апарат, имитиращ полета на птиците
1872 Портативен военен телеграф
1873 Подобрена дихромна батерия
1874 Сонда – аспиратор на куршуми
1875 Електрически алманах или календара
1875 Портативно динамо
1875 Кислороден скафандър за пилоти на балони
1877 Симулация на съкращаване на мускул
1877 Електрично преспапие
1878 Проучвателен „Polyscope“ (ендоскоп) на кухини в човешкото тяло
1878 Телефони и подобрения на микрофона
1880 Подобрения на мотор Siemens
1881 Производство на магнити
1881 Светещи електрически бижута
1881 Електрическа лодка
1881 Миниатюрни зъболекарски бормашини
1881 Корабен извънбордов двигател
1881 Електрически триколка
1883 Подводно осветление
1883 Trouvé-Hélot преден фар
1883 Електрически фар за превозно средство
1884 Електрически фенер
1885 Електрическа апаратура за осветление в лаборатории по физиология и химия
1885 Подводно осветление, използвано по време на строежа на Суецкия канал
1886 Нова система за конструиране на витла
1886 Електрически сирени като алармен сигнал
1887 Работещ модел на електрически хеликоптер (връзван с въже)
1887 Електрически „Auxanoscope“ (прожектор)
1889 Електрически брояч
1889 Диномо-електрически проектор
1889 Подобрения на електрическа пушка
1889 Система за транспортиране на листове плоско стъкло
1890 Универсален динамометър
1890 Електрическо осветление за конски каруци
1890 Електрически „Orygmatoscope“ за проучване на геоложки слоеве
1890 Подвижна електро-пневматична запалка за улично осветление
1891 Втора механична птица
1891 Подобрения в светещи електрически фонтани
1892 Задействан с електричество механизъм за отчитане на времето при фотографиране
1892 Ръчен медицинска динамометър
1892 Електрически инструмент за масажиране при херния
1893 Електрически индустриална вентилационна система
1894 Система за автоматичен риболов през нощта
1894 Електрошоково копие за зашеметяване при лов
1894 Светещ електрически колан-бижу
1894 Електрически клавирен инструмент на базата на колелото на Savart
1894 Светещо електрическо въже за скачане
1895 Ацетиленово осветление за домакинството
1895 Универсален AC/DC електромотор
1895 Подобрен велосипед
1895 Хибридна машина за масажиране с ръчно и електро задвижване
1897 Устройство за автоматично бутилиране на ацетилен
1897 Устройство за херметично затваряне на кутии с ацетилен
1897 Вятърна мелница – играчка за шапки и бастуни
1898 Мултифункционална промишлена ротационна помпа с ръчно и електро задвижване
1899 Карбуратор за двигатели с вътрешно горене
1900 Електрическа надуваема спасителна жилетка с батерия
1901 Инструменти за фототерапия
1902 Пружинен харпун – играчка